# جينا كولودوب
جينا يوهيـميفنا كولودوب (بالأوكرانية: Жанна Юхимівна Колодуб) (مواليد 1 يناير 1930، فينيتسا) هي مؤلفة موسيقية أوكرانية بارزة ومدرّسة موسيقى، تُعد من الشخصيات المؤثرة في الحياة الأكاديمية الموسيقية في أوكرانيا.

## النشأة والتعليم
وُلدت كولودوب في فينيتسا، ودرست الموسيقى في المعهد الوطني للموسيقى في كييف، حيث تخصصت في التأليف الموسيقي. كانت من أبرز طلاب المدرسة السوفيتية في الموسيقى الكلاسيكية، وتأثرت بالتيارات الوطنية الأوكرانية في موسيقاها.

## المسيرة الفنية
بدأت كولودوب مسيرتها في خمسينيات القرن العشرين، وكتبت أعمالًا موسيقية متنوعة شملت:
- مؤلفات أوركسترالية
- موسيقى الحجرة
- أعمال بيانو
- أغانٍ وأعمال غنائية مستوحاة من التراث الأوكراني[3].

كما شغلت منصب أستاذة في المعهد الوطني للموسيقى في كييف، حيث درّبت أجيالًا من الموسيقيين والمؤلفين.

### الجدول الزمني لأبرز محطات حياتها
| السنة | الحدث                                | ملاحظات                                      |
| ----- | ------------------------------------ | -------------------------------------------- |
| 1930  | الميلاد في فينيتسا                   | 1 يناير                                      |
| 1950s | بداية مسيرتها كمؤلفة موسيقية         | بعد التخرج من المعهد الوطني للموسيقى في كييف |
| 1970s | تأليف أعمال أوركسترالية كبرى         | مستوحاة من التراث الأوكراني                  |
| 1980s | أستاذة في المعهد الوطني للموسيقى     | الإشراف على طلاب التأليف                     |
| 2000s | حصولها على جوائز تقديرية في أوكرانيا | تكريمًا لمساهمتها في الموسيقى                 |

## الجوائز والتكريم
حصلت كولودوب على عدة أوسمة وجوائز من الدولة الأوكرانية تقديرًا لإسهاماتها في تطوير الموسيقى الوطنية.